# Hermilio Alcalde del Río
Hermilio Alcalde del Río (Villamediana, Palencia, 1866-Torrelavega, Cantabria, 1947) fue un arqueólogo español que estuvo a cargo de la dirección de la Escuela de Artes y Oficios de Torrelavega durante casi 50 años. Fue alcalde de Torrelavega entre 1920 y 1922

## Biografía

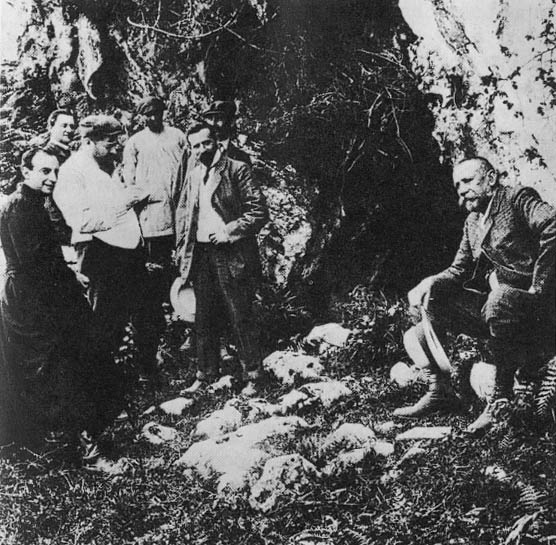
Cueva del Castillo, 23 de julio de 1909, el Abate Breuil (con sotana), Obermaier (al fondo), alcalde del Río (centro con sombrero en la mano) y Alberto I de Mónaco (sentado a la derecha).

Nacido en la localidad palentina de Villamediana, muy pronto se trasladó a Torrelavega acompañado de su madre viuda. Inicia su actividad arqueológica en 1902 cuando acompaña a Augusto González de Linares a Altamira. En 1903 inicia por su cuenta la localización de gran número de cavidades de Cantabria con arte rupestre como la cueva de Hornos de la Peña, cueva de Covalanas, cueva de El Haza, cueva de Santián, cueva de La Clotilde, cueva de La Meaza y los grabados rupestres de cueva de El Pendo.
También trabajó en el oriente asturiano, donde localiza los conjuntos de pinturas y grabados de cueva de El Pindal, cueva de Mazaculos II, cueva de El Quintanal, cueva de La Loja o la excavación del Castillo de Peña Manil. Junto a Hugo Obermaier y Paul Wernert descubre la parte occidental de la cueva de La Pasiega (galería C) en 1911. El volumen de información aportado por la investigación de Alcalde del Río es enorme, pero además de esto publica en 1906 Las pinturas y grabados de las cavernas prehistóricas de la provincia de Santander: cueva de Altamira, cueva de Covalanas, cueva de Hornos de la Peña, cueva de El Castillo y más adelante colabora en otras publicaciones como Les cavernes de la région cantabrique (Espagne) en 1911 junto a Henri Breuil y Lorenzo Sierra. Esta última obra sigue siendo hoy un trabajo esencial sobre arte rupestre paleolítico en la región Cantábrica.
Alcalde del Río excavó yacimientos paleolíticos como la cueva del Valle (Rasines), Hornos de la Peña y El Castillo, trabajos estos financiados por Alberto I de Mónaco y el Institut de Paléontologie Humaine de París.
Alcalde participó en la fundación de una delegación de la Real Sociedad de Historia Natural en Santander junto con Lorenzo Sierra y Jesús Carballo.
A causa del estallido de la Primera Guerra Mundial Alcalde del Río abandonó la actividad arqueológica. Con la retirada de Alcalde y la paralización de los trabajos del Institut de Paléontologie Humaine, la investigación prehistórica en Cantabria quedó prácticamente paralizada hasta muy avanzados los años 1950.
En 2017 se presentó en Torrelavega el libro Hermilio Alcalde del Río (1866-1947): en el 150 aniversario de su nacimiento, una obra homenaje publicada por la Sociedad Cántabra de Escritores en colaboración con Ediciones Estvdio, con quince colaboraciones en las que tomaron parte dieciocho autores, entre los que cabe destacar a Benito Madariaga, Manuel Bartolomé, José María Ceballos, Daniel Garrido, Marc Groenen, Francisco Gutiérrez, Antonio Martínez Cerezo, Roberto Ontañón, José Ortiz Sal, Eduardo Palacio, Marino Pérez Avellaneda, Marco de la Rasilla, o José Ramón Saiz Fernández. Fue coordinada por el presidente de la SCE, Marino Pérez Avellaneda.
En 2016 fue reeditada también su obra "Las pinturas y grabados de las cavernas prehistóricas de la provincia de Santander: Altamira - Covalanas - Hornos de la Peña - Castillo", de 1906, edición conmemorativa con motivo de la celebración del V Día de las Letras de Cantabria que tuvo lugar en Torrelavega el 19 de febrero de 2016, festividad de San Beato de Liébana, patrono de los escritores cántabros.